# 1866 v loďstvech
Tento článek obsahuje významné události v oblasti loďstev v roce 1866.

## Události
20. července – U ostrova Vis rozdrtilo rakouské loďstvo pod velením kontradmirála Tegetthoffa eskadru italských pancéřových lodí admirála Persana.

## Lodě vstoupivší do služby
- 1866  SMS Erzherzog Ferdinand Max – pancéřová fregata

- duben –  Ancona – obrněná loď třídy Regina Maria Pia
- 6. června –  Affondatore – monitor (samostatná jednotka)
- 10. září –  Kaijó Maru – paroplachetní trojstěžník
- 8. listopadu –  Huáscar – obrněná věžová loď